# Boubacar Talatou
Boubacar Talatou (* 3. Dezember 1987 in Niamey) ist ein nigrischer Fußballspieler auf der Position eines Mittelfeldspielers.

## Karriere

### Verein
Talatou, der als Mittelfeldspieler aktiv ist, spielte seit 2007 für den nigrischen Verein AS GNN. Im Jahr 2009 war er Mittelpunkt einer Affäre, als er für die nigrische U-17-Fußballnationalmannschaft an der U-17-Fußball-Afrikameisterschaft teilnehmen sollte und sich herausstellte, dass er nicht, wie angegeben, 17 Jahre, sondern bereits 22 Jahre alt war. Der afrikanische Fußballverband Confédération Africaine de Football disqualifizierte die Mannschaft daraufhin von der Teilnahme an der Meisterschaft. Kurz darauf traten der Präsident des nigrischen Fußballverbands Fédération Nigérienne de Football Amadou Diallo und der Sportminister Abdoul Ramane Seydou zurück. In der Saison 2010/11 wechselte Talatou zum gabunischen Verein AS Mangasport. Zur folgenden Saison wechselte er nach Südafrika, wo er zunächst für die Orlando Pirates spielte. Von 2012 bis 2013 stand er bei Thanda Royal Zulu unter Vertrag.
In der Saison 2013/2014 spielte er bei AS GNN und wechselte anschließend zum ASN Nigelec, wo er bis 2016 spielte. Es folgte eine Saison beim Clube Recreativo da Caála. Vom 1. Januar bis zum 1. Juli 2017 war er vereinslos und spielte dann für AS FAN Niamey, 2019 folgte eine Saison beim Djoliba AC, bevor er ablösefrei 2020 zum AS Douanes wechselte. Seit dem 1. Januar 2022 spielt er für den Katsina United FC.

### Nationalmannschaft
2010 wurde er erstmals in die nigrische Fußballnationalmannschaft berufen, mit der er auch am Afrika-Cup 2012 und dem Afrika-Cup 2013 teilnahm. Er spielte auch in der erfolglosen WM-Qualifikation für die Fußball-Weltmeisterschaft 2014. Anschließend wurde er im Kader nicht mehr eingesetzt bis 2020. In diesem Jahr spielte er bei einem Freundschaftsspiel gegen die Sierra-leonische Fußballnationalmannschaft und einem Spiel der Afrika-Cup-Qualifikation gegen die Äthiopische Fußballnationalmannschaft.